# 工农区
工农区是黑龙江省鹤岗市下辖的一个市辖区。位于鹤岗中心位置。工农区，原名“新街基”，后因居民中工人、农民较多，改称“工农区”。

## 行政区划
下辖6个街道，97个居民委员会：
育才街道、红旗街道、新南街道、湖滨街道、解放街道和团结街道。

## 人口
根據第七次人口普查數據，截至2020年11月1日零時，工農區常住人口為136519人。